# Momtjilgrad

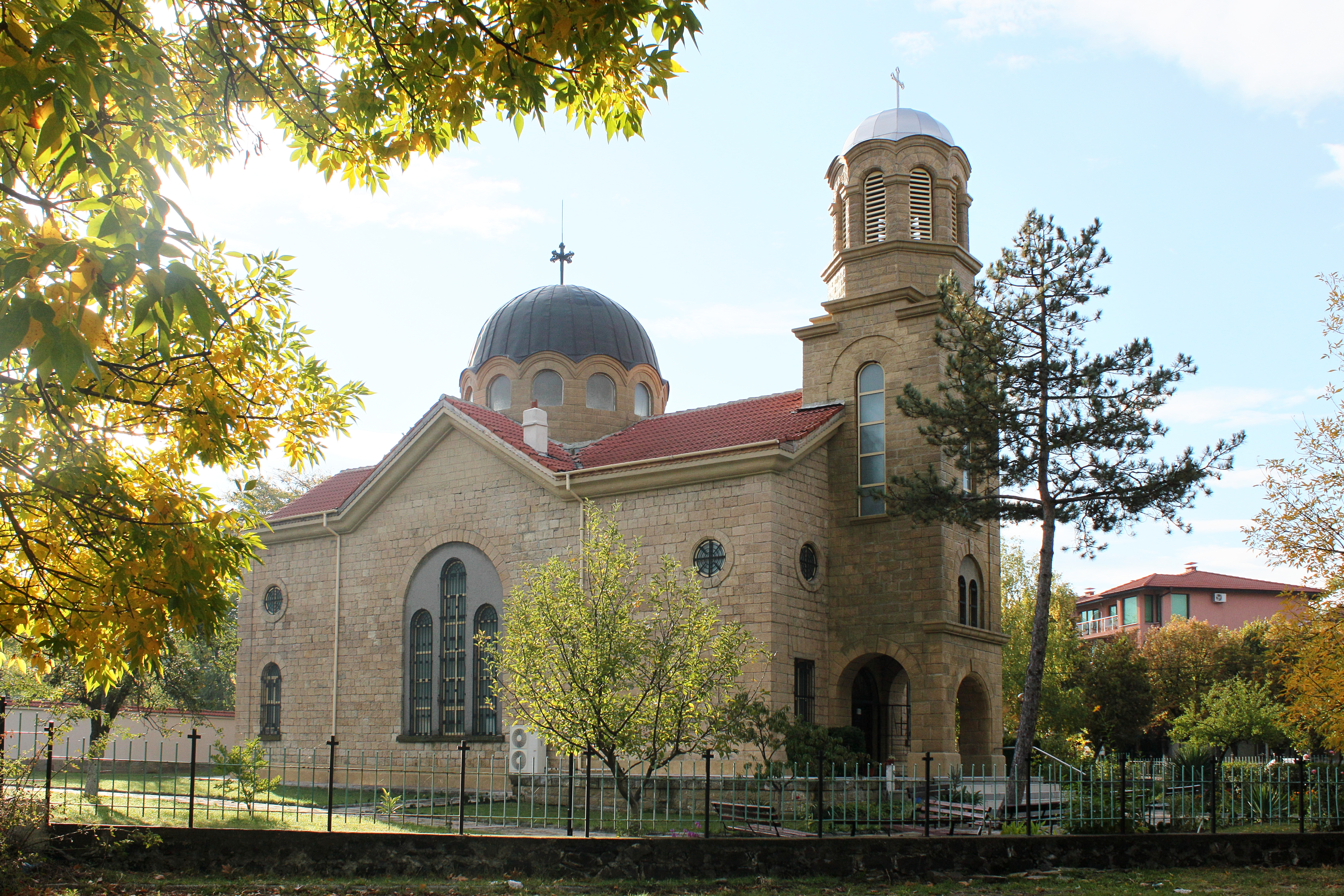
Kyrka i Momtjilgrad.

Momtjilgrad (bulgariska: Момчилград) är en tätort i regionen Kărdzjali i södra Bulgarien, nära gränsen till Grekland och Turkiet. Det är centrum i kommunen med samma namn.